# Infjärden
Infjärden is de naam voor een aantal samenwerkende Zweedse dorpen en stadjes aan de Svensbyfjärd. Men probeert een economisch blok te vormen tegen Piteå, de veel grotere stad aan de overzijde van het binnenmeer.
De deelnemende plaatsen zijn onder meer Långnäs, Sjulnäs, Roknäs en Lillpite, maar ook Svensbyn en Böle doen mee.
Bestuurscentrum: Piteå
Tätort: Bergsviken · Blåsmark · Böle · Hemmingsmark · Hortlax · Jävre · Lillpite · Norrfjärden · Roknäs · Rosvik · Sikfors · Sjulsmark · Svensbyn. 
Småort: Arnemark · Bertnäs · Bertnäs · Edet  · Grundvik · Holmträsk · Koler · Kopparnäs · Långträsk · Maran en Skatan · Näsudden en Berget · Nybyn · Ön · Pålberget · Pite havsbad · Storsund · Svedjan en Träsket · Liden · (Yttrefjärd östra strandbad)
Overig: Borgfors · Flötuträsk · Granträskmark · Gråträsk · Högsböle · Högsböleskiftet · (Infjärden) · Jävrebodarna · Klubbfors · Kvarnbäcken · Långnäs · Munksund · Pitsund · Sjulnäs